# Spelaeornis
Spelaeornis (sluiptimalia's) is een geslacht van zangvogels uit de familie Timaliidae (timalia's). Het zijn vogels die qua uiterlijk en gedrag een beetje op winterkoningen lijken: ze hebben korte staartjes, rechte snavels, ze zijn vaak gespikkeld en/of gestreept en ze foerageren op de grond of in dichte ondergroei. In het Engels heten ze wren-babblers.

## Soorten
Het geslacht kent de volgende soorten:
- Spelaeornis badeigularis  – Mishmisluiptimalia
- Spelaeornis caudatus  – Roodkeelsluiptimalia
- Spelaeornis chocolatinus  – Langstaartsluiptimalia
- Spelaeornis kinneari  – Bleekkeelsluiptimalia
- Spelaeornis longicaudatus  – Khasiasluiptimalia
- Spelaeornis oatesi  – Chinsluiptimalia
- Spelaeornis reptatus  – Grijsbuiksluiptimalia
- Spelaeornis troglodytoides  – Gebandeerde sluiptimalia